# Stelis amparoana
Stelis amparoana är en orkidéart som beskrevs av Rudolf Schlechter. Stelis amparoana ingår i släktet Stelis och familjen orkidéer. Inga underarter finns listade i Catalogue of Life.